# Leonard Mikosza
Leonard Iwanowicz Mikosza, ros. Леонард Иванович Микоша (ur. w 1886 r., zm. ?) – rosyjski wojskowy (pułkownik), emigrant.
Ukończył szkołę junkrów. Służył w stopniu porucznika w 93 Irkuckim Pułku Strzeleckim. Brał udział w I wojnie światowej. W stopniu kapitana objął dowodzenie batalionu 269 Noworżewskiego Pułku Strzeleckiego. Następnie walczył w 38 Tałabskim Pułku Piechoty. Po demobilizacji pod koniec 1917 r., zamieszkał w Porchowie. W 1918 r. wstąpił do wojsk bolszewickich. Służył w stopniu kapitana w sztabie oddziałów pogranicznych. Przeszedł do wojsk Białych. Jesienią 1918 r. dowodził wewnętrzną obroną Pskowa Pskowskiego Korpusu Ochotniczego. Od maja 1919 r. w stopniu podpułkownika dowodził Pułkiem Gieorgijewskim Korpusu Północnego, przemianowanym latem 1919 r. w 1 Gieorgijewski Pułk Piechoty Armii Północno-Zachodniej gen. Nikołaja N. Judenicza. We wrześniu tego roku awansował na pułkownika. Po klęsce wojsk Białych na pocz. 1920 r., przyjechał do Polski, gdzie po kilku miesiącach wstąpił do nowo formowanej Rosyjskiej Ludowej Armii Ochotniczej gen. Stanisława Bułak-Bałachowicza. Objął dowództwo 2 Mińskiej Dywizji Piechoty. Po klęsce armii jesienią 1920 r., pozostał w Polsce. Dalsze jego losy są nieznane.